# Adamawaduva
Adamawaduva (Streptopelia hypopyrrha) är en fågel i familjen duvor inom ordningen duvfåglar.

## Utseende och läte
Adamawaduvan är en mörk släkting till turturduvan, med typiska fjälliga rostskära kanter på vingarna och svarta fläckar på halssidorna. Ansiktet är ljust silvergrått, medan buken och flankerna är malvafärgade. Honan och ungfågeln är blekare än hanen. Den något mindre turturduvan finns i adamawaduvans utbredningsområde mellan september och mars, men denna har vitaktiga streck i halsfläcken, ljusare buk och skäraktigt, ej grått bröst. Sången består av ett tretonigt "cuuuoor-cuuuuoor-cuuu".

## Utbredning och systematik
Fågeln återfinns i höglandsområden i östra Nigeria, norra Kamerun och sydvästligaste Tchad. Den behandlas som monotypisk, det vill säga att den inte delas in i några underarter.

## Levnadssätt
Adamawaduvan hittas i klippigt lövfällande skogslandskap, framför allt i flodnära områden. Den ses i par eller smågrupper.

## Status
Arten har ett stort utbredningsområde och beståndet anses vara stabilt. Internationella naturvårdsunionen IUCN listar den därför som livskraftig (LC).

## Namn
Adamawa är namnet på en högplatå som sträcker sig genom Nigeria, Kamerun och Centralafrikanska republiken.